# Italo Stegher
Italo Stegher (Civitavecchia, 28 maggio 1894 – Bainsizza, 25 agosto 1917) è stato un militare italiano.
Capitano di fanteria, comandante della 7ª compagnia del 208º Reggimento (Brigata "Taro") durante la prima guerra mondiale, ricevette la Medaglia d'oro al valor militare.

## Biografia
Era figlio di Vittorio, professore e insegnante di lingua francese, e di Clotilde Pespani, ambedue nati a Loreto (AN).
È stato un patriota interventista. Con il grado di capitano ha partecipato alla prima guerra mondiale, decorato con medaglia d'oro al Valor Militare, è morto alla Bainsizza il 25 agosto 1917.
Nasce a Civitavecchia il 28.5.1894. Il suo nome risulta in perfetta continuità ideale con quello del padre Vittorio. Il nome Italo sta a celebrare la novella patria Italia nella quale Vittorio si sentiva fieramente inserito e della quale si riteneva servitore.
Nel 1896 Italo si trasferisce con la famiglia a Velletri, dove il padre aveva cattedra di professore di francese. Poi è la volta di Viterbo, dove nasce il fratello Aldo. Nell'ottobre 1905, all'età di 11 anni, nuovo spostamento a Forlì dove consegue il diploma liceale e dove trascorre gli anni dell'adolescenza
Conseguì dapprima la licenza liceale per passare poi a Modena all'Accademia militare, da dove col grado di sottotenente fu destinato all'11º fanteria e, quindi, al 128º reggimento. Guadagnò il grado di tenente dopo le prime azioni di guerra al Monte Rosso nel 1915 ed in seguito il grado di capitano per la formazione del 208º reggimento di fanteria a Parma. Andò quindi in Trentino dove, a Zugna, guadagnò una medaglia d'argento al valor militare perché, nonostante fosse stato ferito durante un bombardamento, non volle allontanarsi dal campo di combattimento.
Nella gazzetta Ufficiale del Regno d'Italia di giovedì 18 maggio 1916 n. 117, tra le Promozioni provvisorie fatte dal Comando Supremo e confermate dal Ministero, vi è la promozione dal grado di Tenente al grado di Capitano per Italo Stegher. Pagina 2595.
Nominato comandante di battaglione tornò sull'Isonzo dove, a Lom di Tolmino, dopo l'offensiva del 24 agosto 1917, fu catturato dagli Austriaci, in una imboscata a quota 549, preferendo però alla prigionia la morte. Alla sua memoria fu decretata la medaglia d'oro al valor militare con la successiva motivazione.
In un racconto tratto dal libro di Gerardo Unia "L'undicesima battaglia. Sulle tracce di un soldato caduto sulla Bainsizza" che tratta dell'11ª battaglia sulla Bainsizza prima della disfatta di Caporetto,  viene menzionato Italo Stegher:
"Ne era nata una furiosa mischia nel corso della quale alcuni ufficiali e graduati del 208° erano stati pugnalati. Il capitano Italo Stegher si era trovato accerchiato con pochi uomini della sua compagnia e insieme a loro si era battuto in un crudele corpo a corpo finché non era stramazzato a terra con il collo squarciato da una pugnalata.
Nel frattempo, alcuni austriaci che parlavano l'italiano si erano messi ad urlare a squarciagola tentando di provocare il panico, ma per i soldati di Boroevic la situazione cominciava ad andare male. Alla fine erano stati respinti e alcuni furono catturati.
Tra questi, quelli che avevano indosso le uniformi italiane ebbero il peggiore trattamento. Il colonnello Casini li fece passare per le armi sul posto e senza nessuna formalità."
L'altopiano della Bainsizza oggi si trova a 13,6 km dal confine italiano ed è localizzato negli attuali comuni di Nova Gorica e Canale d'Isonzo. Sorge su quell'altipiano il sacrario militare di Oslavia, eretto nel 1938, che custodisce le spoglie di 57.741 soldati, di cui circa 36.000 ignoti, morti nelle battaglie sui campi intorno a Gorizia. I militi sono per la stragrande maggioranza italiani, ma vi sono sepolti anche 540 soldati austriaci. Tra i caduti italiani che vi trovano sepoltura ci sono anche 13 medaglie d'oro. Tra queste è la tomba di Italo Stegher.
Per gli alti meriti militari conseguiti da Italo Stegher e anche per onorare la sua famiglia, Civitavecchia, sua città natale, fin dal 1932 gli ha intestato un Largo, una via e una Caserma, oggi adibita a teatro e sede di associazioni; Loreto, città natale del padre Vittorio, gli ha dedicato una via; Forlì, città dove la famiglia risiedeva al momento della sua scomparsa, gli ha dedicato una via e una scuola nella frazione di Casemurate. La via di Loreto è stata a lui intestata con Delibera n. 8 del 30/5/1962 del Consiglio Comunale di Loreto.
In precedenza a Italo era stato invece dedicato il cosiddetto “Parco della Rimembranza”.
Un berretto, modello 1909, appartenuto al capitano del 208º Reggimento Fanteria Italo Stegher, è conservato, insieme ad altri cimeli, al Museo del Risorgimento "A. Saffi" di Forlì, donato dalla sorella Letizia in data non accertata.
Italo Stegher, dunque, porta a compimento nel modo più alto possibile, se così si può dire, quell'ideale di coraggio e di lealtà verso i valori dello Stato che già i suoi antenati avevano manifestato in più di un'occasione. Lo fa con il sacrificio della vita e per questo il suo nome non verrà mai dimenticato.
Anche il fratello Aldo Stegher combatte in prima linea sul fronte del Piave, conseguendo 2 medaglie di bronzo fuse con il metallo nemico ed una croce di guerra per l'abbattimento di un aereo nemico.
Ulteriori notizie sono reperibili su http://www.basilici.info/storie/storiastegher.pdf Archiviato l'11 aprile 2015 in Internet Archive..